# تد فیلد
تد فیلد (انگلیسی: Ted Field؛ زادهٔ ۱۹۵۳ میلادی) تهیه‌کننده و کارآفرین اهل ایالات متحده آمریکا است.
از فیلم‌هایی که وی در آن‌ها نقش داشته‌است، می‌توان به مردی بی‌گناه اشاره نمود.